# Krumvíř

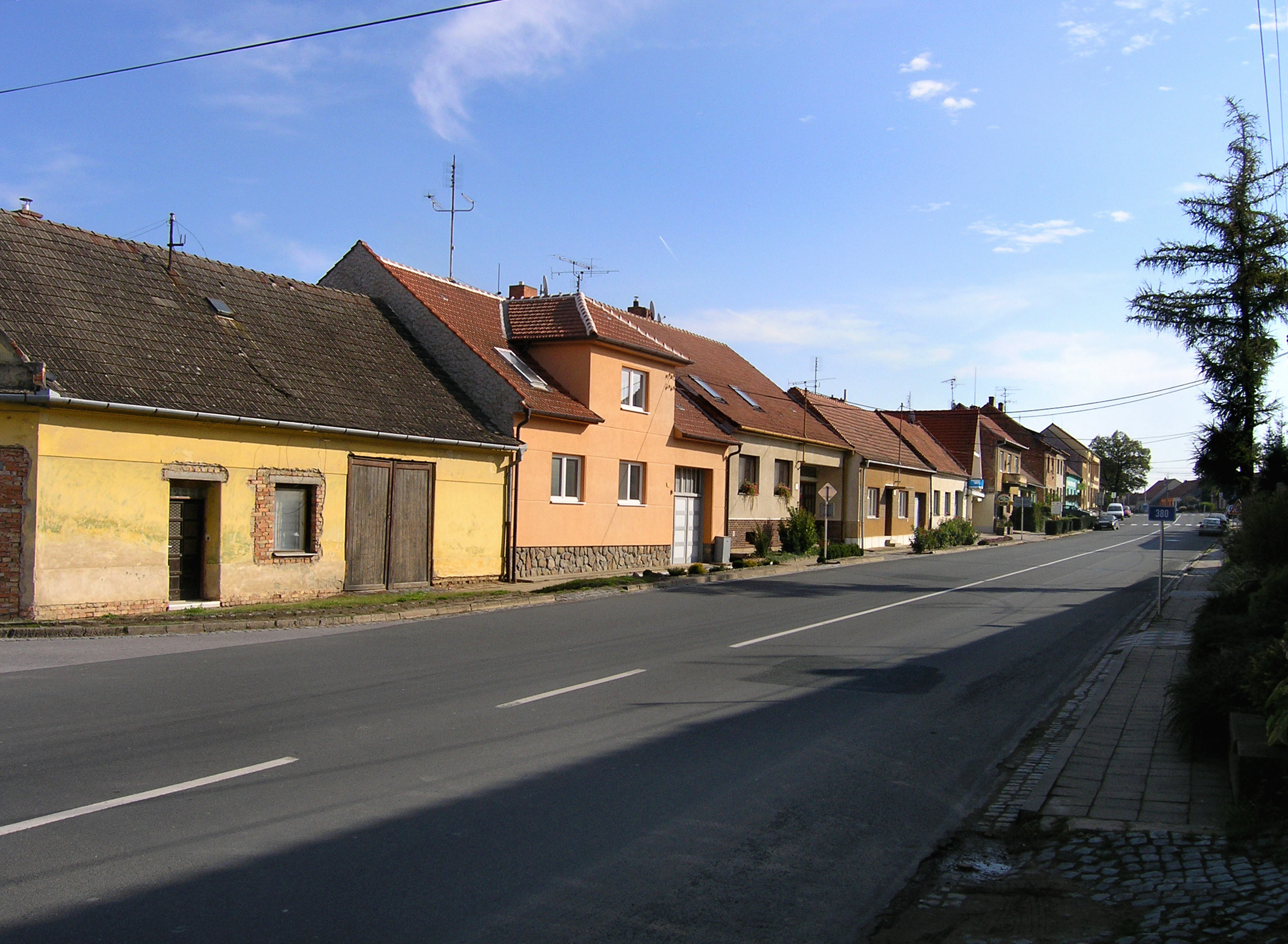
Hauptstraße

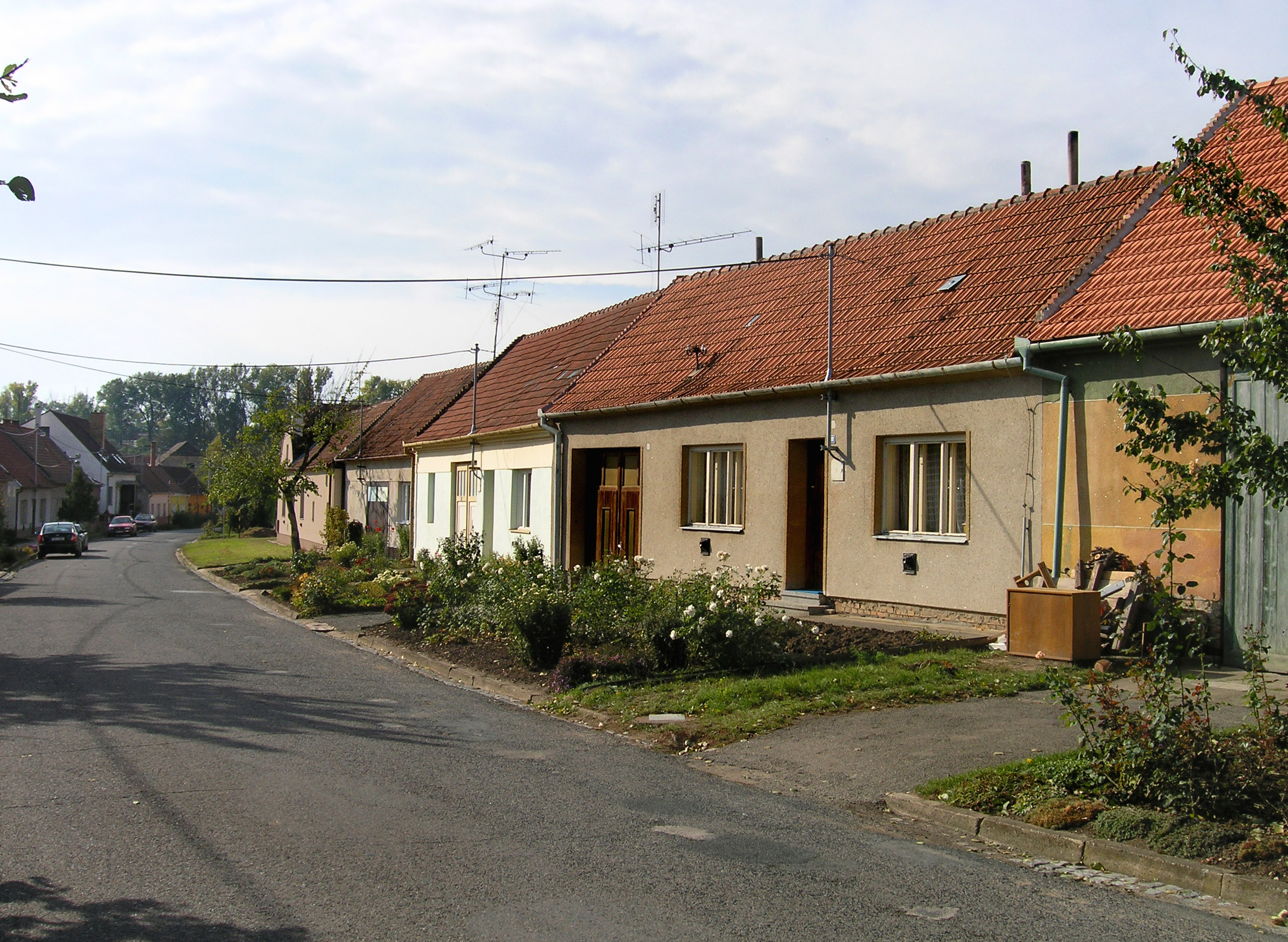
Häuser im nördlichen Teil

Krumvíř (deutsch Grumwirsch, früher Krumwirz) ist eine Gemeinde in Tschechien. Sie liegt vier Kilometer östlich von Klobouky u Brna und gehört zum Okres Břeclav.

## Geographie
Krumvíř befindet sich in den südwestlichen Ausläufern des Steinitzer Waldes (Ždánický les) am Übergang der Dambořická vrchovina zur Boleradická vrchovina. Das Dorf erstreckt sich rechtsseitig der Einmündung des Baches Kašnice in den Spálený potok. Nordöstlich erhebt sich die Novorovinská hora (266 m), im Südosten die Světlá (278 m) und der Karlák (281 m), südwestlich die Harasky (Harrasberg, 278 m) und Plunary (336 m) sowie im Nordwesten der Ostrý (317 m). Am westlichen Ortsrand verläuft die Trasse der stillgelegten Bahnstrecke Čejč–Ždánice. Südlich liegt der Teich Balaton. Gegen Südosten lag früher der Kobyler See (Kobylské jezero). Das Dorf wird von ausgedehnten Weinbergen umgeben.
Nachbarorte sind Kumstát, Bohumilice, Dambořice und Čtvrtě im Norden, Janův Dvůr und Násedlovice im Nordosten, Nenkovice und Karlov im Osten, Karlín, Hovorany, Terezín und Rovinský Dvůr im Südosten, Brumovice im Süden, Morkůvky und Augustinov im Südwesten, Klobouky u Brna im Westen sowie Kašnice im Nordwesten.

## Geschichte
Das Dorf entstand während der Kolonisationszeit im 13. Jahrhundert. Erstmals schriftlich erwähnt wurde es als villa Grunwiezen 1350 in der Brünner Landtafel, als Alfs von Grunwiezen seinen gesamten Besitz von 17 Huben und einem Acker an einen Rudecz, genannt Žlebek, abtrat.  Vor 1371 erwarb Wilhelm von Kunstadt und Gruenwisch und schloss es an die Herrschaft Bojanowitz an. 1436 wurde das Dorf als Gronviř bezeichnet. Im 16. Jahrhundert gelangten die Bojanowitzer Güter an die Herrschaft Göding.
Nach dem Dreißigjährigen Krieg erfolgte eine Neubesiedlung des Ortes. In den Jahren 1666 bis 1669 wird das Dorf in den Matriken von Klobouky als Grunvirz und Grunviz aufgeführt. 1718 wurde das Dorf als Kromvirž bezeichnet. Seit dem 18. Jahrhundert ist der Weinbau nachweisbar, die älteste Erwähnung eines Weinzehnts datiert von 1723. 1762 erwarben die Habsburger die Herrschaft Göding mit dem Allodialgut Čejkovice. Seit 1789 wurden in Kromvirž eigene Kirchenbücher geführt. 1790 lebten in den 69 Häusern des Dorfes 396 Personen. 1827 wurde der Schulunterricht aufgenommen, zuvor besuchten die Kinder die Pfarrschule bzw. die evangelische Schule in Klobouky. Als weitere Namensformen sind aus dem Jahre 1827 Krumvirž und Grumvirž überliefert. 1834 bestand das an der Kaiserstraße von Brünn nach Göding gelegene Dorf aus 106 Häusern und hatte 570 Einwohner. Südöstlich des Ortes lag der Rowinker Hof, ein herrschaftlicher Schafhof. Die Bewohner lebten von der Landwirtschaft, bei der der Weizenanbau eine große Rolle spielte. Zudem wurde auch Leinöl gepresst. Bis zur Mitte des 19. Jahrhunderts blieb das Dorf immer nach Göding untertänig.
Nach der Aufhebung der Patrimonialherrschaften bildete Krumvíř ab 1850 eine Gemeinde in der Bezirkshauptmannschaft Auspitz. In dieser Zeit setzte sich auch der heutige Ortsname durch. Das Schulhaus wurde beim Hochwasser von 1850 zerstört und danach wieder aufgebaut. Im Jahre 1908 wurde die Bahnstrecke Čejč–Ždánice errichtet, am südlichen Ortsrand entstand ein Bahnhof. 1916 wurde ein neues größeres Schulgebäude eingeweiht. Nach der Aufhebung des Okres Hustopeče wurde die Gemeinde 1961 dem Okres Břeclav zugeordnet. 1998 erfolgte die Einstellung des Personenverkehrs auf der Eisenbahnstrecke.

## Ortsgliederung
Für die Gemeinde Krumvíř sind keine Ortsteile ausgewiesen. Zu Krumvíř gehören die Einschichten Kumstát bzw. Kunštát (Kunstadter Hof) und Rovinský Dvůr (Rowinker Hof). Grundsiedlungseinheiten sind Krumvíř und Rovinský Dvůr.

## Sehenswürdigkeiten

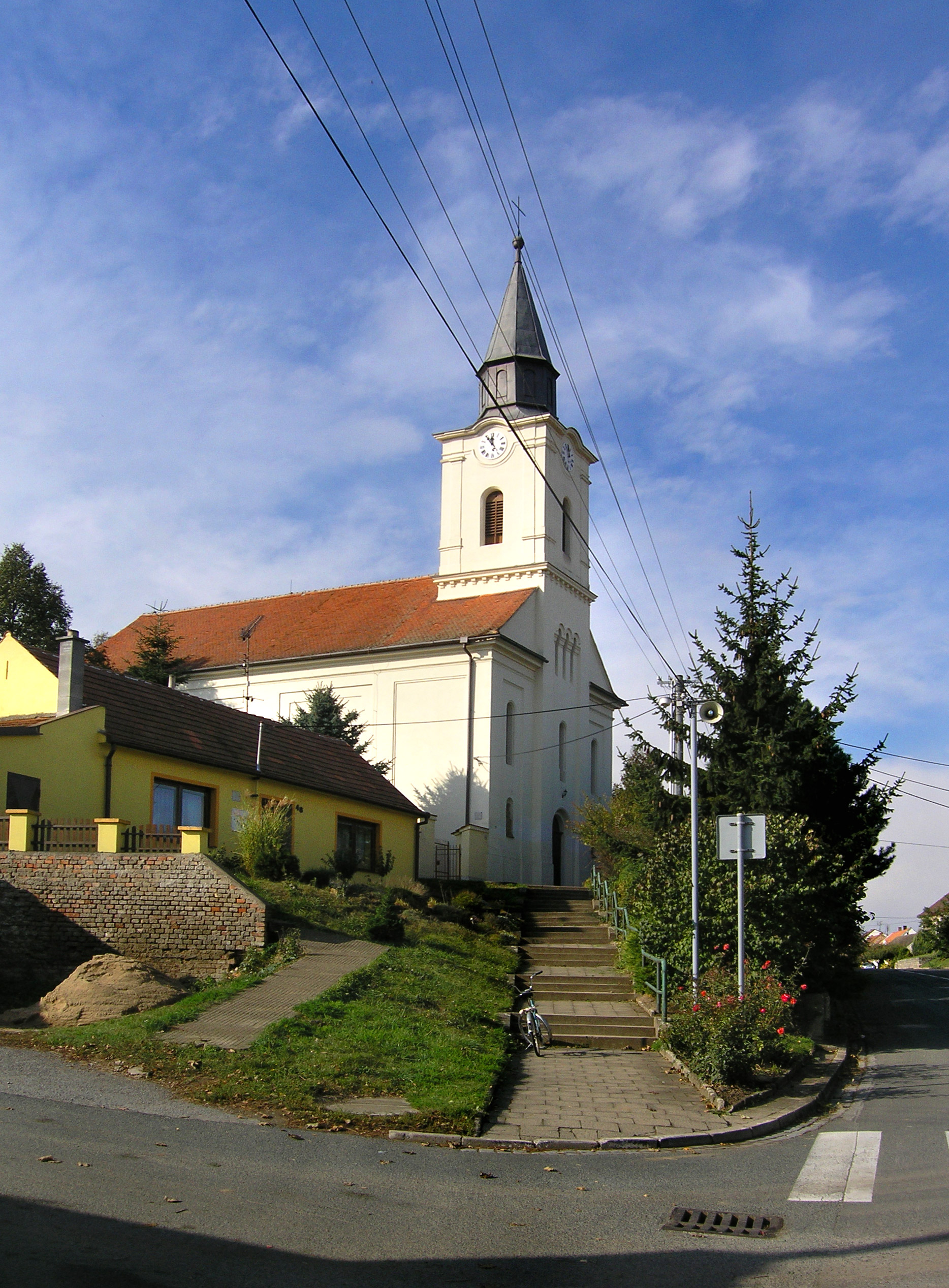
Kirche des hl. Bartholomäus

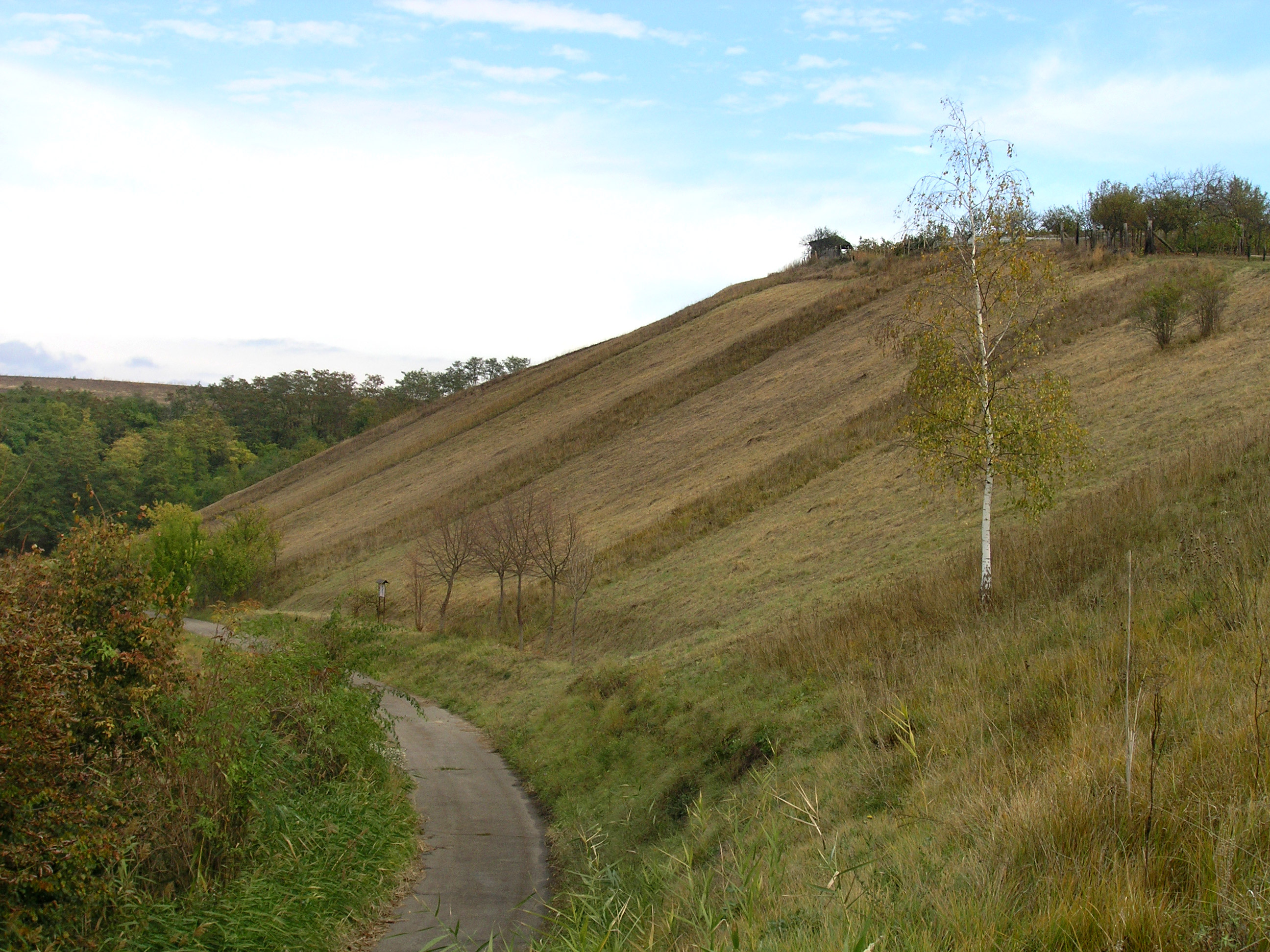
Naturreservat Louky pod Kumstátem, nördlicher Teil

- Kirche des hl. Bartholomäus, erbaut 1870
- Kapelle der hl. Kyrill und Method
- denkmalgeschütztes Bahnhofgebäude an der Bahnstrecke Čejč – Ždánice
- Naturreservat Louky pod Kumstátem, nordöstlich des Dorfes am Fuße der Novorovinská hora, die zwei Hangwiesen mit Steppenvegetation sind seit 1954 geschützt
- Sumpf und Aue des Spálený potok, nördlich des Dorfes beim Hof Čamlíkovo. Das 0,9 ha große Sumpfgebiet am rechten Ufer des Baches mit einer maximalen Tiefe von, 1,3 m wurde im Jahre 2003 mit Fördermitteln aus dem Landschaftspflegeprogramm des Umweltministeriums angelegt.

## Söhne und Töchter der Gemeinde
- Martin Polák (1891–1964), Bildhauer
- Michal Srubjan (1870–1909), eigentlich Martin Prygl, Schriftsteller
- Ludvík Kratochvíl (1899–1965), Maler
- Jakub Šebesta (* 1948), Landwirtschaftsminister in der Übergangsregierung Fischer